# Bão Leon-Eline (2000)
Bão nhiệt đới dữ dội Leon-Eline là cơn bão nhiệt đới tại Tây Nam Ấn Độ Dương tồn tại lâu nhất trong lịch sử, đi qua hơn 11,000 km (6,835 mi) trong thời gian 29 ngày.

## Lịch sử khí tượng
Cơn bão hình thành vào ngày 1 tháng 2, năm 2000, trong lưu vực Úc với tên Bão nhiệt đới Leon và được đổi tên thành Eline sau khi vượt 90° độ Tây vào Tây Nam Ấn Độ Dương; ở đó, văn phòng Météo-France ở Réunion (MFR) đã theo dõi sự di chuyển và cường độ của cơn bão. Cuối ngày 17 tháng 2, Eline đổ bộ gần Mahanoro, Madagascar, với sức gió 10 phút rưỡi của 165 km/h (103 mph). Cơn bão nhanh chóng suy yếu trên đất liền, nhưng đã mạnh lên trên Eo biển Mozambique đạt sức gió tối đa 10 phút rưỡi của 185 km/h (115 mph), làm cho Eline trở thành một cơn bão nhiệt đới dữ dội. Vào ngày 22 tháng 2, Eline đã đổ bộ vào khoảng 80 km (50 mi) phía nam Beira, Mozambique, gần cường độ cực đại. Eline nhanh chóng suy yếu trên đất liền khi di chuyển qua Nam Phi, cuối cùng đã tan trên miền đông Namibia vào ngày 29 tháng 2.

## Ảnh hưởng

### Madagascar
Trong khi di chuyển qua phần lớn Ấn Độ Dương, Eline đã mang theo những cơn sóng cao, gió giật và mưa đến một số hòn đảo. Khi Eline tấn công Madagascar, đất nước này đang ở giữa một trận dịch tả đã giết chết hơn 1.000 người. Eline trực tiếp giết ít nhất 64 người trong nước. Bão nhiệt đới Gloria tấn công Madagascar 13 ngày sau đó, gộp các thiệt hại và gây khó khăn để phân biệt các tác động riêng lẻ. Thiệt hại từ Eline được ước tính là $ 9   triệu (USD), và hai cơn bão đã giết chết 205 người dân và bỏ lại 10.000 người vô gia cư. Trong khu vực xung quanh Vatomandry nơi Eline đổ bộ, 65% nhà cửa bị hư hại, 90% hoa màu bị mất và 75% các cơ sở y tế bị phá hủy.

### Mozambique
Trước cuộc đổ bộ cuối cùng của Eline, trận lụt tồi tệ nhất của Mozambique kể từ năm 1951 đã giết chết khoảng 150 người. Lượng mưa và lũ lụt từ Eline đã tạo ra thảm họa tự nhiên tồi tệ nhất của đất nước trong một thế kỷ qua và làm gián đoạn các nỗ lực cứu trợ diễn ra. Cách ảnh hưởng kết hợp đã phá hủy hơn 250.000 ha (620.000 mẫu Anh) trên các cánh đồng hoa màu và giết chết 40.000 gia súc.Mực nước sông Limpopo đạt ☃☃ và ☃☃ trên mức bình thường ở một số khu vực, nơi cô lập thị trấn Xai-Xai. Một con đập bị vỡ dọc bờ sông, làm ngập thị trấn Chokwe vào giữa đêmvà  một số cư dân chưa kịp sơ tán (chiếm gần một nửa số người thiệt mạng). Khoảng 55 người dân chết đuối ở tỉnh Sofala sau khi trực thăng cứu hộ đến quá muộn. Khoảng 20.000 người dân ở thủ đô Maputo bị mất nhà cửa. Ngoài lũ lụt, gió mạnh thổi bay nhiều mái nhà và một số ngôi nhà làm bằng bùn. Các ảnh hưởng kết hợp của lũ lụt trước đó và Eline còn lại khoảng 329.000 người dân di dời hoặc vô gia cư, thiệt mạng khoảng 700 người, và thất thoát ước tính 500 triệu (USD). Lũ lụt đã phá vỡ phần lớn tiến bộ kinh tế mà Mozambique đã đạt được vào những năm 1990 kể từ khi kết thúc cuộc nội chiến.

### Các nơi khác của khu vực Nam Phi
Ở những nơi khác ở Nam Phi, Eline đã mang theo gió mạnh và lượng mưa lớn khi đi qua miền đông Zimbabwe. Các dòng sông tràn bờ của họ trong nước, phá hoại mùa màng và nhà cửa khiến khoảng 15.000 người vô gia cư. Cơn bão đã giết chết 12 người trong nước. Lũ lụt từ cơn bão kéo dài về phía nam vào Swaziland và Nam Phi. Ở nước sau, Eline giảm 503 mm (19,8 in) lượng mưa trong Levubu hơn ba ngày, gây ra sông Limpopo đạt mức cao nhất trong 15 năm Các quan chức đã mở các con đập dọc theo sông để ngăn chặn thiệt hại cấu trúc, khiến mức độ cao hơn dọc theo con sông ở phía đông. Ít nhất 21 người chết trong nước và khoảng 80.000 người dân bị mất nhà cửa Thiệt hại chỉ riêng ở tỉnh Limpopo ước tính 300 triệu USD. Về phía bắc, Eline giảm khoảng 90 mm (3,5 in)  lượng mưa ở miền nam Malawi, trong khi những cơn gió cơn gió gây ra một cúp điện trong Blantyre. Xa hơn về phía tây, lượng mưa 50–100 mm (2,0–3,9 in) đã được báo cáo tại Botswana.